# ジョージ・C・ストーニー
ジョージ・C・ストーニー（George Cashel Stoney、1916年7月1日 - 2012年7月12日）はアメリカ合衆国のドキュメンタリー映画制作者、教育者にして「パブリック・アクセス・テレビの父」。彼の映画としては All My Babies（1953年）、How the Myth Was Made（1979年）および The Uprising of '34（1995年）が挙げられる。All My Babies は、2002年にアメリカ国立フィルム登録簿に記載された。ストーニーの人生と業績は1999年の Wide Angle 誌の記念論文集の主題となった。

## 生い立ち
ジョージ・カッシェル・ストーニーは1916年にノースカロライナ州ウィンストン・セーラムに生まれた。ノースカロライナ大学チャペルヒル校で英語と歴史を学び、1937年に卒業した。のちにオクスフォードのベリール・カレッジに学び、ロンドン大学から映画教育の証書を授与された。1938年にニューヨーク市のロウアー・イースト・サイドのヘンリー街隣保館で、グンナー・ミュルダールとラルフ・バンチの著書 An American Dilemma: The Negro Problem and Modern Democracy（『アメリカのジレンマ：黒人問題と現代民主主義』）の現地調査アシスタントとして働いた。1942年に徴兵されるまでは小作人の窮状をカバーする農業保障局の広報担当者でもあった。この間、ニューヨーク・タイムズ紙、 The New Republic誌、Raleigh News and Observer紙、en:Survey GraphiSurvey Graphic誌などの多くの新聞や雑誌にフリーランスで記事を執筆した。第2次世界大戦では写真情報担当官として従軍した。

## 映画制作
1946年、ストーニーは南部教育映画サービスに参加し、政府の教育映画の脚本を書き、監督した。1944年にノースカロライナで Mr. Williams Wakes up の撮影に参加し、1951年には同社の下で Tar Heel Family を作った。引き続いて、医科大学協会と、ノースカロライナ映画委員会のために映画制作を行った。1953年、医科大学協会との共同製作で All My Babies: A Midwife's Own Story の脚本、監督、制作を担当した。この映画はアフリカ系アメリカ人助産婦のメアリー・フランシス・ヒル・コーリーが妊婦に付き添い、教育を促進するための医療機関の医師や看護師と協力して、現代の医療分野で協力する姿を追っている。この映画はアメリカ議会図書館によって2002年にアメリカ国立フィルム登録簿に記載されるなど、数多くの賞を受けている。
1960年代後半、自身の映画制作会社ジョージ・C・ストーニー・アソシエイツを設立し、コロンビア大学、スタンフォード大学（1965年 - 67年）で教え、1971年にニューヨーク大学のTisch School of the Artsの教授に就任した。書居するまでニューヨーク大学の名誉教授だった。1968年から70年にかけてカナダ映画制作庁の社会的に活発なドキュメンタリー制作部門のChallenge for Changeプロジェクトを監督した。Challenge for Changeでレッド・バーンズと共演したのちに、二人は1972年に全く新しいメディアであるパブリック・アクセス・テレビのビデオ制作ツールに関して市民を訓練するオルタネート・メディア・センターを設立した。民主的なメディアの初期の支持者であるストーニーは、しばしば「パブリック・アクセス・テレビの父」と呼ばれている。パブリック・アクセス・テレビでの業績によって、コミュニティの関与を通じて権限を共有することによって、視聴覚媒体に記録された声の民主化を目指していた。
1995年、ストーニーは1934年の繊維ストライキについての The Uprising of '34（『'34年蜂起』）を監督した。この映画の制作のために、元工場労働者、その子供と孫、労働組合、工場所有者およびストライキを経験したか、ストライキの影響を受けたその他の人々からの300時間以上のインタビューが収録された。

## 遺産と死
ストーニーはマンハッタン近隣ネットワーク（MNN）およびコミュニティメディア連盟（ACM）の取締役会の積極的なメンバーだった。毎年、ACMは人道的なコミュニティのコミュニケーションの成長と経験を支持することに多大な貢献をした組織または個人に「ジョージ・ストーニー賞」を授与している。
96歳でニューヨーク市の自宅においておだやかになくなった
。

## フィルモグラフィー
- Mr. Williams Wakes Up (1944) 脚本
- Feeling All Right! (1948) 脚本
- Palmour Street, A Study of Family Life (1949) 脚本/監督/制作
- Tar Heel Family (1951) 脚本/監督/制作
- Land and Life (1949) 脚本/監督/制作
- A Concept of Maternal and Neonatal Care (1950) 監督/制作
- Birthright (1951) 脚本
- The American Road (1953) 監督
- All My Babies: A Midwife's Own Story (1953) 脚本/監督/制作
- Angels with Silver Wings (1953) 監督/制作
- The Invader (1955) 監督
- The Secrets of the Heart (1955)
- The Boy Who Saw Through (1956) 監督
- Proud Years (1956) 脚本/監督
- Second Chance (1956)
- Hail The Hearty (1956) 制作
- Cerebral Vascular Disease: The Challenge of Management (1959)
- Booked for Safekeeping (1960) 脚本/監督
- The Cry for Help (1962)
- The Mask (1963)
- The Newcomers (1963)
- Under Pressure (1964)
- The Man in the Middle (1966)
- You Are on Indian Land (1969) 制作
- VTR St-Jacques (1969) 制作
- Up Against the System (1969) 制作
- These Are My People... (1969) 制作
- The Prince Edward Island Development Plan, Part 1: Ten Days in September (1969) 制作
- The Prince Edward Island Development Plan, Part 2: Four Days in March (1969) 制作
- Mrs Case (1969) 制作
- A Young Social Worker Speaks Her Mind (1969) 制作
- Occupation (1970) 制作
- Introduction to Labrador (1970) 制作
- I Don't Think It's Meant for Us (1971) 制作
- God Help the Man Who Would Part with His Land (1971) 監督
- When I Go. That's It! (1972) 監督/制作
- Hudson Shad (1974)
- Planning for Floods (1974)
- The Shepherd of the Night Flock (1975) 監督/制作
- How the Myth Was Made: A Study of Robert Flaherty's Man of Aran (1978) 監督/制作
- Acupuncture and Herbal Medicine (1978)
- In China Family Planning is No Private Matter (1978)
- The Weavers: Wasn't That a Time (1981) 制作
- Southern Voices: A Composer's Exploration with Sorrel Doris Hays (1985) 監督
- How One Painter Sees (1988)
- We Shall Overcome (1989) 制作
- The Uprising of '34 (1995) 監督
- Race or Reason: The Bellport Dilemma (2003) 制作
- What's Organic About Organic? (2010) コンサルティングプロデューサー

## 参考資料
- “A Tribute to George C. Stoney (February 27–28, 2009)”.   Museum of Modern Art (2009年). 2021年1月4日閲覧。 ストーニーが出席した2009年のニューヨーク近代美術館でのストーニーの映画の上映に関連する伝記。